# Isola di Ascensione
L'isola di Ascensione (in inglese Ascension Island) è un'isola dell'oceano Atlantico meridionale, situata poco a Sud dell'equatore a 1 600 chilometri (860 NM) dalla costa del Gabon, a metà strada tra il Brasile e l'Angola. Fa parte del territorio britannico d'oltremare di Sant'Elena, Ascensione e Tristan da Cunha - 1 300 chilometri (700 NM) verso sudest - ed è così chiamata per essere stata scoperta nel giorno dell'Ascensione di Gesù.
L'isola, difficilmente accessibile e scarsamente abitata, ospita l'aeroporto militare di Wideawake, utilizzato dalla Royal Air Force e dalla United States Air Force; per la sua posizione geografica ha rivestito un ruolo strategico nel corso della guerra delle Falkland.

## Storia
Si crede che il primo a scoprire l'isola sia stato l'esploratore galiziano-portoghese João da Nova nel 1501, ma il primo avvistamento certo avvenne nel 1503 per opera del navigatore portoghese Alfonso de Albuquerque, che battezzò l'isola basandosi sul calendario cattolico, essendo quel giorno la festa dell'Ascensione del Signore. Nel febbraio 1701 la nave britannica HMS Roebuck naufragò nei pressi dell'isola, ma i sessanta marinai superstiti riuscirono a sopravvivere trovando una delle due fonti d'acqua presenti sul territorio. Non fu altrettanto fortunato l'olandese Leendert Hasenbosch, che fu abbandonato sull'isola in seguito a una condanna per sodomia e che vi morì di sete nel 1725.
Arida e spoglia, nei secoli successivi l'isola dell'Ascensione fu utilizzata come porto d'appoggio o occasionale luogo di rifornimento (gli uccelli locali fornivano abbondante carne fresca) e rimase disabitata fino al 1815, anno in cui gli inglesi vi stabilirono una guarnigione come misura precauzionale in seguito all'esilio di Napoleone su Sant'Elena. La Royal Navy designò ufficialmente l'isola come HMS Ascension (laddove HMS sta per His/Her Majesty's Ship, ossia per le navi), annoverandola tra le basi navali di terra chiamate nel gergo marinaro stone ships ("navi di pietra").
Con lo sviluppo della navigazione oceanica l'Ascensione divenne una comoda base per le navi e le comunicazioni. La Royal Navy utilizzò l'isola come caposaldo per il controllo dei mari e la lotta al commercio degli schiavi e nel 1923 vi stabilì la prima guarnigione di Royal Marines.
L'isola fu raggiunta dai cavi telegrafici sottomarini nel 1898 e nel 1922 divenne una dipendenza di Sant'Elena. Fino all'arrivo dell'amministratore nominato dal governatore di quest'ultima, l'Ascensione venne retta dal direttore locale della Eastern Telegraph Company.
Durante la seconda guerra mondiale, gli Stati Uniti costruirono una base aerea sull'isola col nome di Wideawake e la utilizzarono come punto d'appoggio per la traversata atlantica. Con la fine della guerra e la partenza degli americani, la base rimase inutilizzata ma l'isola fu ben presto ritenuta strategica nel 1956 nel corso della guerra fredda e della "corsa allo spazio"; l'aeroporto fu ampliato negli anni sessanta per essere utilizzabile come pista d'atterraggio per aerei sempre più grandi o come pista d'emergenza per le navicelle spaziali. L'isola dell'Ascensione continua ancor oggi a essere una base strategica per i piani spaziali americani, anche se la NASA vi ha stabilito nel 1967 una base per poi abbandonarla. Da ultimo la BBC ha stabilito una stazione sull'isola per le trasmissioni in Africa e Sudamerica.
Nel 1982 l'isola dell'Ascensione fu utilizzata dalla task force britannica durante la guerra delle Falkland e la RAF vi stabilì una flotta di bombardieri Avro Vulcan, impiegati per le prime operazioni offensive sulle Falkland. Anche la Royal Navy fece scalo all'Ascensione per rifornirsi. Dopo la vittoria nelle Falkland, il Regno Unito ha fatto dell'Ascensione un punto di rifornimento regolare per i collegamenti aerei tra Inghilterra e Falkland.
L'isola funge da base per intercettazioni satellitari/telematiche e di spionaggio.

## Politica

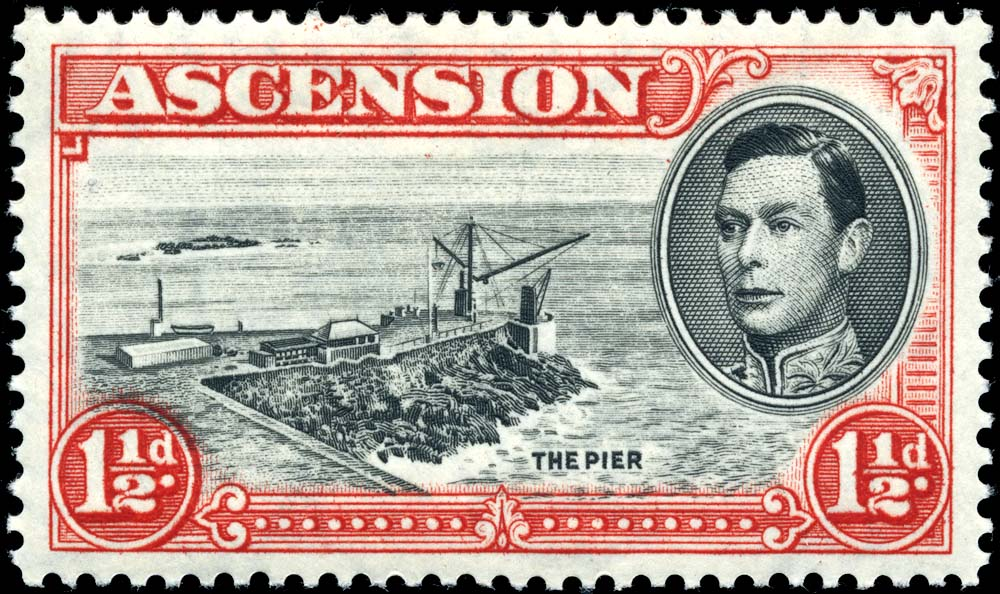
Francobollo del 1938 raffigurante il molo dell'isola e, nell'ovale, re Giorgio VI

L'isola dell'Ascensione è una dipendenza di Sant'Elena, territorio d'oltremare del Regno Unito e dunque il Capo di Stato è il Re Carlo III del Regno Unito, rappresentato dal governatore di Sant'Elena. Dato che risiede a Jamestown nell'isola di Sant'Elena, sull'isola è presente un amministratore locale con delega di poteri da parte del governatore.
Nel 2002, in seguito a una riforma costituzionale dell'isola, sono state tenute le prime elezioni per la formazione del Consiglio dell'Isola (Island Council).

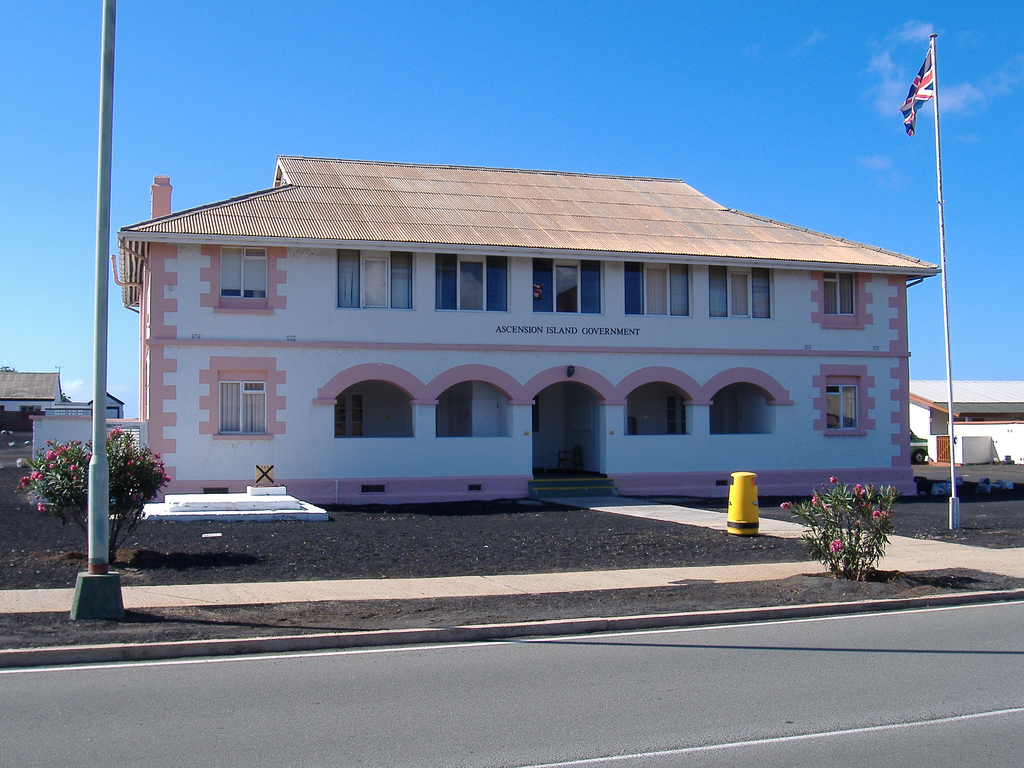
La sede del governo locale a Georgetown

L'Ascensione ha anche una propria legislazione locale, basate sulla legge di Sant'Elena e su quella del Regno Unito.

## Geografia
L'isola dell'Ascensione ha una forma regolare e si estende per una superficie di 91 km². La maggior parte dell'isola è occupata dalla mole di un picco vulcanico della Dorsale Medio Atlantica (The Peak 859 m s.l.m.) e dalle sue colate laviche. Del pari sono presenti 44 crateri vulcanici minori.
Mentre nel 1843 l'isola si presentava completamente spoglia e dalla vegetazione assai povera, l'elevazione centrale dell'isola, detta Green Mountain, è stata oggetto di impianto boschivo artificiale con buon successo ed è ora una foresta di buona estensione che tende a infittirsi e che continua, anno dopo anno, a espandersi spontaneamente. Fatti salvi modesti impianti di alberi in luoghi residenziali, il resto dell'isola, soprattutto a bassa quota, è privo di vegetazione di rilievo.
A est dell'isola è situata la minuscola Boatswain Bird Island, un santuario degli uccelli marini.
Il clima dell'Ascensione è subtropicale, con temperature che vanno dai 20 ai 30 °C e con circa dieci gradi in meno sul punto più alto dell'isola. Le precipitazioni sono distribuite nell'arco dell'anno, ma sono più frequenti tra gennaio e aprile. Le precipitazioni sono maggiori sui rilievi, mentre la parte a bassa quota è piuttosto arida.

## Demografia
La popolazione attuale ammonta a circa 1.100 persone, in massima parte di origine britannica o di Sant'Elena. Tra i militari vi sono numerosi cittadini americani (circa 200). Prima dell'arrivo degli europei l'isola non aveva mai avuto alcuna popolazione indigena.
Vi sono cinque località sull'isola, inclusa la capitale Georgetown:
1. Georgetown (560 ab.)
2. Cat Hill (150 ab.)
3. The Residency
4. Traveller's Hill (200 ab.)
5. Two Boats Village

Vi sono inoltre alcuni cottages sulla Green Mountain.
L'accesso all'isola dell'Ascensione è alquanto complicato: è necessario il permesso scritto dell'amministratore dell'isola. La condizione di avere un impiego regolare sul posto è vincolante per ottenere la residenza.

## Economia
L'attività economica principale dell'Ascensione è incentrata sulle basi militari dell'aeroporto di Wideawake, nonché in generale sulla sua importanza come punto strategico di comunicazione al centro dell'Atlantico.
La principale voce di esportazione è data dai francobolli, emessi regolarmente a partire dal 1922 al ritmo di circa 5 o 6 serie all'anno.
Il turismo è limitato e verte soprattutto sull'esercizio della pesca sportiva. L'isola si mantiene al riparo dal turismo di massa grazie alla relativa inaccessibilità e alle limitazioni all'ingresso.

## Trasporti
Grazie alla sua base aerea, l'isola è dotata di un collegamento aereo regolare col Regno Unito e le isole Falkland, con voli settimanali verso le basi RAF di Londra e di Mount Pleasant, operati con Airbus A330 MRTT di AirTanker. Pur trattandosi di voli militari, ai civili è possibile ottenere il trasporto civile a pagamento per mantenere la continuità territoriale. Anche gli Stati Uniti mantengono collegamenti regolari con l'isola, grazie a un volo settimanale verso la Florida che serve anche a rifornire i militari di stanza sull'isola. Lo scalo di velivoli civili sull'isola è permesso e regolamentato in base a un accordo angloamericano. Dal novembre 2017 è attivo un collegamento aereo mensile con Sant'Elena, gestito da Airlink.
Fino a febbraio 2018, Sant'Elena e Ascensione erano inoltre collegate dalla nave mercantile e passeggeri RMS Saint Helena, che permetteva anche un collegamento con Città del Capo e Cardiff.
Sull'isola non è presente alcun trasporto pubblico, cosicché per muoversi è necessario noleggiare una macchina. La rete stradale dell'isola è di 40 km circa.

## Flora e fauna
La flora dell'isola è poco varia e comprende specie di bambù, cactus e pini.
La tartaruga verde (Chelonia mydas), protetta, è probabilmente il maggior esempio di fauna locale e da gennaio a maggio deposita sull'isola le uova. Altri animali sono varie specie di uccelli marini (fregate, gabbiani). Di importazione invece sono pochi mammiferi (pecore, asini, gatti, cani e topi), nonché due specie di lucertole. La fauna marina costiera e d'alto mare è estremamente varia e comprende squali, tonni e barracuda.